# Matanog
Matanog è una municipalità di quinta classe delle Filippine, situata nella Provincia di Maguindanao, nella Regione Autonoma nel Mindanao Musulmano. Tra l'ottobre 2006 e il luglio 2008 ha fatto parte della Provincia di Shariff Kabunsuan, creata con decreto regionale annullato successivamente dalla Corte Suprema delle Filippine.
Matanog è formata da 8 baranggay:
- Bayanga Norte
- Bayanga Sur
- Bugasan Norte
- Bugasan Sur (Pob.)
- Kidama
- Langco
- Langkong
- Sapad